# Vilém V. Akvitánský
Vilém V. Akvitánský zv. Veliký (francouzsky Guillaume le Grand, 969/970? – 31. ledna 1030 klášter Maillezais) byl vévoda akvitánský a hrabě z Poitiers.

## Život

Francie roku 1030

Vilém byl starším synem akvitánského vévody Viléma a Emy z Blois, dcery Theobalda z Blois.
| „                    | ...byl již ve svém dětství vzděláván v literatuře a velmi dobře znal Písmo. Ve svém paláci přechovával množství knih, a když náhodou nemusel válčit, věnoval se čtení. Setrvával pak dlouhé noci nad knihami ponořen do meditací, dokud jej spánek nepřemohl... | “ |
| — Adémar z Chabannes | |   |

Vévodství převzal ještě jako nezletilý roku 995 či 996 a ambiciózní matka byla po několik let regentkou.
| „                    | Vévoda z Akvitánie a hrabě z Poitiers, tento proslulý a neobyčejně moudrý Vilém, se ukázal být laskavým ke všem a všemu, vynikal moudrostí a svobodnou ušlechtilostí, byl ochráncem chudáků, otcem všech mnichů, přítelem a stavitelem kostelů, přítelem Svaté církve římské... | “ |
| — Adémar z Chabannes | |   |

Vilém, přítel Fulberta ze Chartres, nebyl příliš nadaným vojevůdcem. Akvitánský dvůr byl kulturním centrem a vévoda udržoval přátelské vztahy s okolními panovníky včetně navarrského, francouzského a anglicko-dánského krále. S podporou francouzského krále Roberta II. aspiroval roku 1024 na italskou královskou korunu. Po korunovaci Konráda Sálského se mocenských nároků za sebe i syna vzdal.
Roku 1026 se vydal na cestu do Svaté země a po návratu jej údajně napodobilo mnoho dalších urozených pánů. Společně s Odem II. z Blois podpořil roku 1027 královu volbu prince Jindřicha spolukrálem. Zemřel o tři roky později a po jeho smrti začaly spory o vládu nad Akvitánií mezi syny z prvního, druhého a třetího vévodova manželství. Jeho ostatky byly pohřbeny na místě skonu v benediktinském klášteře Maillezais.